# Иванка Тръмп
Ива̀нка Марѝ Тръмп (на английски: Ivanka Marie Trump) е американска бизнесдама, фотомодел, писателка. Тя е сред ръководителите на предизборната кампания на баща си Доналд Тръмп в изборите през 2016 г.

## Биография

### Ранни години
Иванка Мари Тръмп е родена на 30 октомври 1981 г. в Ню Йорк (САЩ) в семейството на бизнесмена Доналд Тръмп и чешкия модел Ивана Тръмп (родителите на Иванка са женени от 1977 до 1992 г.). Иванка има двама родни братя, по-големият е Доналд Джон Тръмп-младши (род. 1977 г.), а по-малкият – Ерик Фредерик Тръмп (род. 1984 г.). Има също еднокръвни по баща сестра и брат – Тифани Ариана Тръмп (род. 1993 г., от брака на баща ѝ с Марла Мейпълз) и Уилям Барън Тръмп (род. 2006 г., от брака на баща ѝ с Мелания Тръмп).

### Образование
Иванка е завършила училището Chapin School и колежа Choate Rosemary Hall. Учи също така две години в Джорджтаунския университет, но по-късно е преместена в Пенсилванския университет, който завършва с отличие и бакалавърска степен в областта на икономиката през 2004 г..

## Кариера
Иванка започва своята кариера като фотомодел. За пръв път се появява на корицата на списанието Seventeen през 1997 г. След това се снима за много други списания. След 2000 г. Иванка започва да отделя на работата си като модел все по-малко и по-малко време, предпочитайки бизнеса и писателството.
Почти веднага след завършването на икономическия факултет на Пенсилванския университет тя е включена във висшия мениджърски ешелон на компанията Forrest City, занимаваща се с недвижими имоти. Оттам тя преминава в маркетинговия отдел на компанията Dynamic Diamond Corp, специализирана в продажбата на диаманти. По-късно основава собствена фирма за производство на бижута Ivanka Trump Collection. Скоро фирмата започва да произвежда и женско облекло и обувки, като е рекламирана от самата Иванка като манекенка. Иванка е също така вицепрезидент на компанията Trump Organization.
През 2006 г. Иванка взема участие в популярното реалити-шоу „Стажантът“, в което баща ѝ е водещ и продуцент едновременно, и участва в продължение на шест сезона. На върха на популярността си Иванка е канена в различни телевизионни предавания, като в някои от тях тя доста успешно се изявява в ролята на водеща. През 2009 г. е публикувана книгата ѝ The Trump Card: Playing to Win in Work and Life (няколко месеца е включена в списъка от бестселъри на деловата литература).
През 2007 г. Иванка заема 83-то място в рейтинга на списание Maxim „Maxim Hot 100“, а също заема 99-о място в рейтинга „Top 99 Women of 2007“.

## Личен живот
От 25 октомври 2009 г. Иванка е омъжена за бизнесмена Джаред Кушнер (род. 1981), с когото тя се запознава година преди сватбата. Той е син на мултимилионера и един от лидерите на еврейската общност в Ню Йорк Чарлз Кушнер. Джаред Кушнер завършва с отличие университет, на 25-годишна възраст става собственик на вестника New York Observer, проявява се като талантлив редактор и на 30 години вече е медиен магнат. Съпрузите имат три деца: дъщеря Арабела Роуз Кушнер (род. 17 юли 2011) и двама сина – Джоузеф Фредерик Кушнер (род. 14 октомври 2013) и Теодор Джеймс Кушнер (род. 27 март 2016).
Преди да се омъжи, Иванка приема юдейско вероизповедание. Тя преминава ортодоксален гиюр, приема еврейското име Яел и оттогава води еврейски начин на живот, като активно дарява пари на синагоги и еврейски училища, смята се за активистка на женското движение „Хабад“.